# Формен (Північна Дакота)
Формен (англ. Forman) — місто (англ. city) в США, в окрузі Сарджент штату Північна Дакота. Населення — 509 осіб (2020).

## Географія
Формен розташований за координатами 46°6′14″ пн. ш. 97°38′14″ зх. д. / 46.10389° пн. ш. 97.63722° зх. д. (46.103761, -97.637099).  За даними Бюро перепису населення США в 2010 році місто мало площу 1,83 км², з яких 1,81 км² — суходіл та 0,02 км² — водойми. В 2017 році площа становила 1,93 км², з яких 1,90 км² — суходіл та 0,02 км² — водойми.

### Клімат
| Клімат : Формен       | Клімат : Формен | Клімат : Формен | Клімат : Формен | Клімат : Формен | Клімат : Формен | Клімат : Формен | Клімат : Формен | Клімат : Формен | Клімат : Формен | Клімат : Формен | Клімат : Формен | Клімат : Формен | Клімат : Формен |
| Показник              | Січ.            | Лют.            | Бер.            | Квіт.           | Трав.           | Черв.           | Лип.            | Серп.           | Вер.            | Жовт.           | Лист.           | Груд.           | Рік             |
| Середній максимум, °C | −6,8            | −3,7            | 3,2             | 13,1            | 20,0            | 24,9            | 28,2            | 27,7            | 21,9            | 13,9            | 3,6             | −4,5            | 11,8            |
| Середній мінімум, °C  | −17,9           | −14,8           | −7,7            | 0,1             | 6,9             | 12,6            | 15,3            | 13,8            | 8,1             | 1,0             | −6,8            | −15,6           | −0,3            |
| Норма опадів, мм      | 15              | 13              | 29              | 45              | 70              | 103             | 85              | 55              | 62              | 53              | 23              | 15              | 568             |
| --------------------- | --------------- | --------------- | --------------- | --------------- | --------------- | --------------- | --------------- | --------------- | --------------- | --------------- | --------------- | --------------- | --------------- |
| Джерело: NOAA         |                 |                 |                 |                 |                 |                 |                 |                 |                 |                 |                 |                 |                 |

## Демографія
Згідно з переписом 2010 року, у місті мешкали 504 особи в 222 домогосподарствах у складі 123 родин. Густота населення становила 276 осіб/км².  Було 255 помешкань (139/км²).
Расовий склад населення:
| - 98,6 % — білих - 0,2 % — вихідців з тихоокеанських островів - 0,2 % — корінних американців - 0,2 % — чорних або афроамериканців |

До двох чи більше рас належало 0,4 %. Частка іспаномовних становила 1,2 % від усіх жителів.
За віковим діапазоном населення розподілялося таким чином: 22,0 % — особи молодші 18 років, 51,2 % — особи у віці 18—64 років, 26,8 % — особи у віці 65 років та старші. Медіана віку мешканця становила 46,8 року. На 100 осіб жіночої статі у місті припадало 103,2 чоловіків;  на 100 жінок у віці від 18 років та старших — 100,5 чоловіків також старших 18 років.
Середній дохід на одне домашнє господарство  становив 66 150 доларів США (медіана — 41 983), а середній дохід на одну сім'ю — 98 973 долари (медіана — 65 625). Медіана доходів становила 51 250 доларів для чоловіків та 35 536 доларів для жінок. За межею бідності перебувало 11,0 % осіб, у тому числі 12,4 % дітей у віці до 18 років та 19,6 % осіб у віці 65 років та старших.
Цивільне працевлаштоване населення становило 275 осіб. Основні галузі зайнятості: виробництво — 20,4 %, роздрібна торгівля — 19,6 %, освіта, охорона здоров'я та соціальна допомога — 14,9 %.